# 필 주커만
필 주커만 ( Philip Joseph Zuckerman; 1969년 6월 26일 )은 미국 캘리포니아주 피쳐 대학의 사회학과 교수이다. 그의 주요 연구 대상은 세속화에 관한 사회학이다.
그는 세속적인 아슈케나즈 유대인의 가정에서 태어났다.
그는 종교가 갖는 역기능을 연구하여 탈종교화되어 가는 덴마크를 연구하여 왜 덴마크가 세계에서 강력범죄가 최소인지를 연구하 던 중 세속화가 그 원인으로 꼽았다.

## 세속주의
필은 그가 세속주의를 주장하는 이유에 대하여 종교가 가지지 않는 두 가지를 강조하였다.

### 민주주의
필은 민주주의야 말로, 신정정치가 발전되어 나온 것으로 가장 고등형태의 사회제도이며, 이것은 종교가 가질 수 없는 가장 강력한 것으로 주장한다. 그는 덴마크의 세속주의화를 예로 들어 종교가 가진 영향력이 선한 것보다 해를 더 끼쳤다고 덴마크인들이 생각한다고 주장한다. 즉, 이성과 경험을 중시하는 민주주의야 말로 종교보다 더 큰 좋은 결과를 가져온다는 것이다.

### 지금 그리고 이곳 (Here and Now ism)
필은 시간상으로 현재, 그리고 바로 살고 있는 장소에 모든 관심을 갖는 것이 가장 중요하며 종교적인 가르침이나 영향의 불필요함을 주장한다. 그는 과거의 역사적인 가르침을 따르는 것보다 현재에 더욱 집중하는 것이 가장 현명한 것이라고 주장한다.

## 주요저서
- 종교 없는 삶[1]
- 신 없는 사회